# Johannes Weber (General)

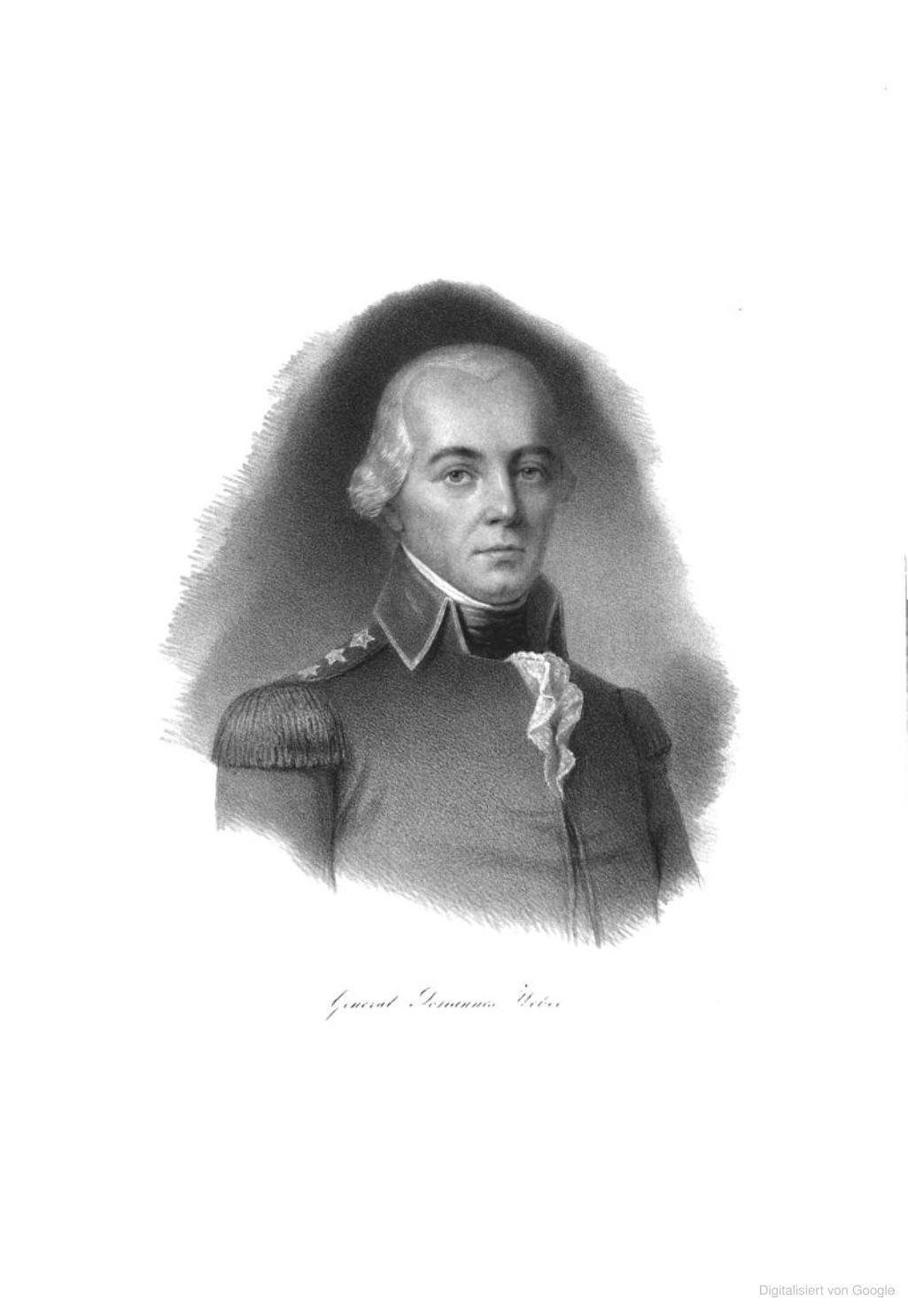
General Johannes Weber (1752–1799)

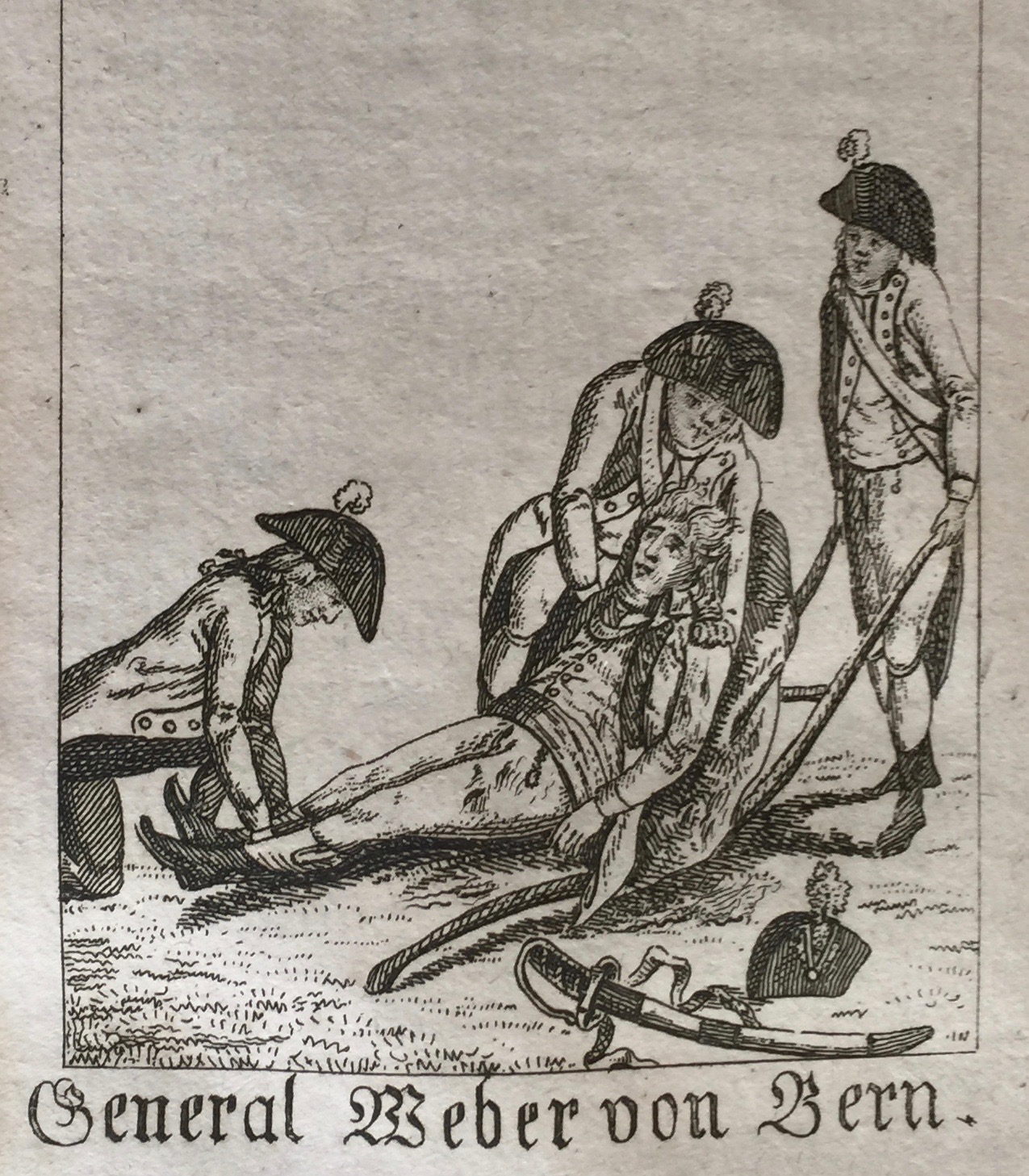
Tod des Generals Weber

Johann(es) Weber (* 2. November 1752 in Brüttelen im bernischen Seeland; † 25. Mai 1799 gefallen im Gefecht bei Frauenfeld) war für zwei Tage General der Helvetischen Republik.

## Herkunft
Er stammte aus einer wenig begüterten aber angesehenen Bauernfamilie, die seit langer Zeit das Amt der Meier ausübte. Seine Eltern waren Abraham Vinzenz Weber (* 1723) und dessen Ehefrau Anna Maria Niklaus aus Müntschemier. Er hatte noch sechs Geschwister, darunter Abraham Vincenz Weber (* 1748), der Ritter der Ehrenlegion und Berner Oberst wurde.

## Leben
Mit 16 Jahren kam Weber als Hausdiener zu Landvogt Samuel von Graffenried. Weber soll aber schon immer in den Militärdienst gestrebt haben.

### Militärische Ausbildung
Weber trat 1770 mit 18 Jahren als einfacher Soldat beim Berner Regiment May ein,:53 das in niederländischem Sold stand. Das Regiment galt als eine «gute Schule, für den Krieger sowohl als für den Mann». Vom Kommandanten bis zum Trommler herrschte ein ausgezeichneter Geist von soldatischer Ehre, Gehorsam und gegenseitiger Achtung,:53 und Weber konnte die für einen Offiziersposten nötige Bildung erwerben. 1776 erfolgte die Beförderung zum Adjutanten des Regiments. 1779 trat er in das niederländische «Infanterieregiment No. 3 Dopff» über, dessen seinerzeitiger Inhaber, Willem Jacob Frederik van Dopff (1721–1794), Chef des Generalstabes war.:53 Weber wurde hier Leutnant und Regimentsadjutant. Das Regiment war in einem «verwilderten Zustand»,:53 aber Weber gelang es in kurzer Zeit, militärische Zucht und Ordnung herzustellen. Dies wurde 1790 mit der Beförderung zum Hauptmann belohnt.:53 Nach der Allgemeinen Deutschen Biographie wurde Weber 1793 Brigademajor, noch vor Ausbruch des Krieges zwischen den Niederlanden und Frankreich. Dieses hatte den Niederlanden und England am 1. Februar 1793 den Krieg erklärt. Steiner hingegen gibt an, die Beförderung zum Brigademajor sei sogleich nach dem Ausbruch des Krieges erfolgt.:53

### Krieg zwischen den Niederlanden und Frankreich
Mit Ausbruch des Krieges wurde Weber Stellvertreter des Generalquartiermeisters. Dieser Karriereschritt findet sich bei Steiner nicht. 
Nach der Eroberung Hollands durch die Franzosen, quittierte Weber den Dienst und kehrte 1795 in die Schweiz zurück. Steiner berichtet, Weber sei vor die Wahl gestellt gewesen, sich der von den Franzosen eingesetzten Regierung der nunmehrigen Batavischen Republik zu unterstellen oder die Laufbahn aufzugeben. In der Heimat lebte Weber für die nächsten Jahre von einer mässigen Pension des Königshauses Oranien.:53

### Franzoseneinfall und Treffen bei Neuenegg
Als im Dezember 1797 ein Angriff Frankreichs auf die Schweiz absehbar wurde, berief der Berner Oberbefehlshaber, Generalmajor Erlach, im Januar 1798 Weber als Generaladjutanten in seinen Generalstab.:53 Weber verfasste sogleich eine Denkschrift, mit der er einen Präventivschlag gegen Frankreich vorschlug.:53 In Stadt und Republik Bern war man sich aber uneins. Die «Kriegspartei» wollte losschlagen, die «Friedenspartei», die sich durchsetzte, aber verhandeln. Brune, der Oberbefehlshaber der französischen Invasionsarmee, nutzte die Verhandlungen geschickt, um seine Truppen kampflos immer weiter und in bessere Positionen vorzuschieben. Dann rückten zwei französische Divisionen gegen Freiburg, Solothurn und Bern vor (vgl. Franzoseneinfall). In der Nacht vom 1. auf den 2. März wurde Freiburg besetzt, die zweite Division rückte über Biel an der Aare gegen Solothurn vor. Der Berner Kommandant von Büren, Oberst Graffenried, zeigte sich in dieser Situation völlig überfordert, und nach einem kurzen Gefecht mussten sich die Berner unter Weber aus Büren zurückziehen. Die französische Vorhut folgte und besetzte bald Solothurn. Unterdessen trieb die zweite Division der Franzosen, von Freiburg aus kommend, die Berner vor sich her. Weber, seinerzeit noch Major,:55 gelang es am 4. März 1798, Steiner nennt den 5. März 1798,:55 Teile der kopflos fliehenden Berner Truppen etwa 12 Kilometer südwestlich Berns aufzuhalten und zu sammeln. Mit weniger als 1600 Mann hielt er die Franzosen im so genannten Treffen bei Neuenegg an der Sense auf, bis Verstärkung eintraf. Nun gelang es, die Franzosen über die Sense zurückzuwerfen. Aber noch am gleichen Tag traf ein Kurier aus Bern ein, mit der Nachricht, Bern habe kapituliert. Der Zorn der Berner Soldaten, die Verrat unterstellten, richtete sich nun offen gegen ihre Offiziere. Weber wurden Pferd und Gepäck gestohlen. Ganze Einheiten desertierten oder meuterten. Erlach und seine Begleitoffiziere wurden auf der Flucht ins Berner Oberland bei Niederwichtrach von betrunkenen Soldaten des Landsturms brutal erschlagen. Die Reste der Truppen liefen auseinander. Weber kehrte für den Rest des Jahres nach Hause zurück.

### Helvetische Republik
Die nun von Frankreich als Satellitenstaat installierte Helvetische Republik musste 18.000 Mann für die Franzosen stellen. Weber liess sich überreden, Chef der ersten Halbbrigade zu werden. Er trat den Posten am 11. Januar 1799 an. Eine richtige Organisation gab es nicht; Offiziere ohne ausreichende Kenntnisse wurden ernannt. Letztlich wurde auf Befehl Napoleons ein Regiment von 2000 Mann gebildet. Einsprüche von Weber wurden ignoriert. Das Regiment sollte im Rahmen des Zweiten Koalitionskrieges gegen Österreich ins Feld ziehen. Als Kommandeur war Weber vorgesehen, der dafür am 28. März 1799 zum Brigadier ernannt wurde. Webers Vorgesetzter war der französische General Jacques Desjardin.
Nach den Niederlagen in Süddeutschland und am Alpen- und Hochrhein, mussten die Franzosen die Ostschweiz räumen.

### Gefecht von Frauenfeld
Um eine Vereinigung der beiden Österreichischen Armeen zu unterbinden, befahl der französische General André Masséna ein Korps unter Oudinot und Keller, und damit auch Weber mit seiner Halbbrigade aus zwei Bataillonen, von Winterthur nach Frauenfeld. Am 25. Mai 1799 griffen die Franzosen bei Frauenfeld an. Weber führte mit Erfolg Teile der erst am 4. September 1798 und bereits am 5. September 1799 wieder aufgelösten so genannten «Helvetischen Legion». Dabei wurde er von einem österreichischen Scharfschützen in den Kopf getroffen. Er verstarb abends in Frauenfeld.
Nach diesem Gefecht bei Frauenfeld wurde er auf dem dortigen katholischen Friedhof beigesetzt. Noch am Tag zuvor hatte ihn das Direktorium der Helvetischen Republik zum Oberbefehlshaber der schweizerischen Truppen ernannt, ohne dass ihn diese Nachricht noch erreichte.

## Erinnerung

### Frauenfeld (TG)
Der auf Schloss Steinegg, sieben Kilometer nordwestlich Frauenfeld lebende Bernhard Zeerleder errichtete ihm 1834 in Frauenfeld an der Thundorferstrasse, der entlang Weber am 25. Mai 1799 den Angriff nach Süden geführt hatte, einen Gedenkstein. Zeerleders Bruder hatte im März 1798 unter Weber die Schlacht bei Neuenegg mitgefochten, seinerzeit noch gegen die französische Invasionsarmee. Der Gedenkstein in der Thundorferstrasse, unmittelbar südlich der Einmündung der Rosenbergstrasse, wurde 1888 durch eine noch immer existierende Bronzetafel ersetzt.:55, 56
Auch ist in Frauenfeld eine Strasse nach General Weber benannt. Ferner wird seit 1949 in Frauenfeld jährlich das General-Weber-Gedenkschiessen veranstaltet; 2024 bereits in der 72. Auflage. Dieses Gedenkschiessen zählt zu den bedeutendsten traditionellen Armbrust-Schützenfesten der Schweiz.

### Brüttelen (BE)
Auch im Geburtsort findet sich ein Denkmal zur Erinnerung an General Weber. Die Stele steht in der Bielstrasse (Koordinaten, 2577918 / 1207921). Und auch der Seeländische Schützenverband veranstaltete ein General-Weber-Erinnerungsschiessen in Brüttelen, zu dessen 60. Wiederholung am 4. Mai 2014 Bundesrat Ueli Maurer die Rede hielt.